# Phytoliriomyza simillima
Phytoliriomyza simillima är en tvåvingeart som beskrevs av Zlobin 1997. Phytoliriomyza simillima ingår i släktet Phytoliriomyza och familjen minerarflugor. Inga underarter finns listade i Catalogue of Life.